# Rino Francescato
Pour les articles homonymes, voir Francescato.
Rino Francescato (né le 1er décembre 1957 à Trévise, en Italie) est un ancien joueur de rugby à XV.

## Biographie
Rino Francescato a joué pour l'équipe d'Italie, il est trois-quarts centre.
Il a honoré sa première cape internationale le 27 novembre 1976 à Rome avec l'équipe d'Italie pour une victoire 17-4 contre l'Espagne.
Rino Francescato était issu d'une famille extraordinaire de joueurs de rugby. Trois de ses frères ont aussi joué pour l'équipe d'Italie alors que les deux autres ont aussi joué au plus haut niveau en club. 
Luigi et Bruno ont tous fait leur début chez les Azzurri dans les années 1970. Luigi a eu 42 capes et Bruno sept, tandis que Luca,  et Manuel,  ont joué au rugby en série A. Ivan a fait ses débuts chez les Azzurri en 1990. 
Rino Francescato compte 38 capes internationales, il a été 3 fois capitaine des Azzurri et il a honoré sa dernière cape internationale le 15 février 1986 à Annecy pour une défaite 18-0 contre le France XV. 

## Carrière

### Sélection nationale
- 38 sélections avec l'Italie
- 3 fois capitaine
- 3 essais
- 12 points
- Sélections par année : 1 en 1976, 2 en 1978, 6 en 1979, 8 en 1980, 2 en 1981, 1 en 1982, 9 en 1983, 3 en 1984, 4 en 1985, 2 en 1986.